# Калцијум-хидрид
Калцијум-хидрид је хемијско неорганско једињење хемијске формуле CaH2.

## Својства
Калијум-хидрид у чистом стању (које се ређе виђа) је безбојна чврста супстанца у виду кристала или праха. Нерастворан је у растварачима који се користе, а са водом бурно реагује.
| Особина                  | Вредност |
| ------------------------ | -------- |
| Партициони коефицијент ( | 0,0      |
| Растворљивост (logS, log(mol/L))        | 1,7      |
| Поларна површина (PSA, Å2)  | 67,0     |

## Добијање
Добија се превођењем водоника преко загрејаног калцијума.

## Значај
Под називом хидролит употребљава се за добијање водоника:
Два производа хидролизе могу се лако раздвојити дестилацијом, филтрацијом или декантовањем.